# Seiya Tôdôin, 16 ans, beau, riche... mais célibataire
Seiya Tôdôin, 16 ans, beau, riche... mais célibataire (なぜ東堂院聖也16歳は彼女が出来ないのか?, Naze Tôdôin Seiya 16-sai wa Kanojo ga Dekinai noka?) est une série télévisée japonaise en neuf épisodes diffusée entre le 20 octobre et le 16 décembre 2014 sur Nagoya Broadcasting Network.
En France la série est diffusée depuis le 17 janvier 2015 sur J-One en VOSTFr.

## Fiche technique
- Titre original : (なぜ東堂院聖也16歳は彼女が出来ないのか?)
- Titre français : Seiya Tôdôin, 16 ans, beau, riche... mais célibataire

## Distribution
- Yutaka Kobayashi (ja) : Tôdôin Seiya
- Azusa Okamoto (ja) : Ohori Emi
- Narumi Konno (ja) : Kikuchi Sayaka